# Herbert Read

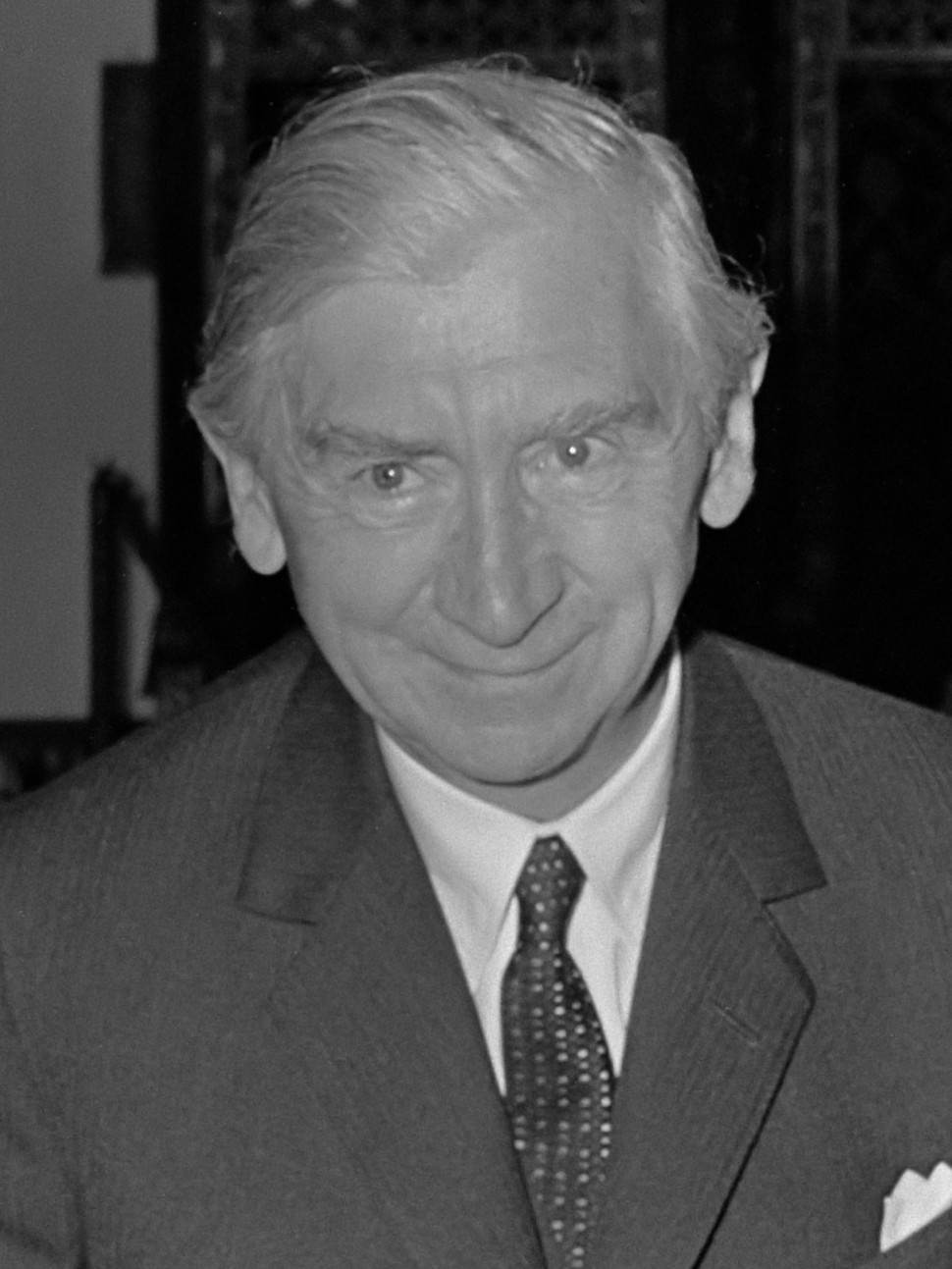
Herbert Read (1966)

Sir Herbert Edward Read DSO, MC (* 4. Dezember 1893 auf dem Gut Muscoats nahe Stonegrave (Yorkshire); † 12. Juni 1968 in Stonegrave) war ein britischer Dichter sowie ein Schriftsteller und Philosoph auf dem Gebiet der Kunst. Er wirkte am Institute of Contemporary Arts (ICA) in London mit.

## Leben
Herbert Read wurde in der Grafschaft Yorkshire als Sohn einer Bauernfamilie geboren. Er studierte an der University of Leeds Kunstwissenschaften und Literatur. Im Ersten Weltkrieg war er Frontoffizier in Belgien und Frankreich. Nach seiner Rückkehr fand er schnell Zugang zur Londoner Literaturszene, u. a. zu T. S. Eliot und Ezra Pound.
Read war dann als Ministerialbeamter am Victoria and Albert Museum in London tätig. In den 1930er Jahren etablierte er sich als Schriftsteller (The Green Child) und Kunsthistoriker und führte das Leben sowohl eines Gelehrten als auch eines libertären Intellektuellen. Künstlerisch machte er sich einen Namen als führender Kenner des Surrealismus und organisierte 1936 zusammen mit Roland Penrose, David Gascoyne und anderen die erste große – und später legendäre – englische Surrealismus-Ausstellung „International Surrealist Exhibition“ in den New Burlington Galleries vom 11. Juni bis zum 4. Juli des Jahres in London. Herbert Read war Herausgeber der Kunstzeitschrift Burlington Magazine (1933–1939) sowie der ersten Ausgabe von The Thames und Hudson Dictionary of Arts and Artists (1966). 1966 wurde er mit dem Erasmuspreis ausgezeichnet und wurde als Ehrenmitglied in die American Academy of Arts and Letters gewählt.
Read war Präsident der Britischen Gesellschaft für Kunsterziehung, des Instituts für zeitgenössische Kunst und der Philosophischen Gesellschaft von Yorkshire.
In seinen letzten Jahren zog er sich, bedingt durch eine Krebserkrankung, mehr und mehr aus der Öffentlichkeit zurück. Herbert Edward Read starb im Jahr 1968 in Stonegrave.

## Position
Politisch trat Read mit seinem Bekenntnis zum Anarchismus hervor. Max Stirners Schrift Der Einzige und sein Eigentum war für ihn „ein Buch, das ich nie aus den Augen verloren habe.“ Der Gedanke der Gegenseitigen Hilfe als eine tragende soziale Kategorie der Evolution wurde für ihn zur Maxime politischen Handelns und Denkens auf der Grundlage der Lehren Kropotkins. Read engagierte sich, auch durch Teilnahme an Straßendemonstrationen, für die Kampagne gegen die nukleare Aufrüstung. Nachdem er 1953 die Verleihung der Ritterwürde akzeptiert hatte, distanzierten sich viele seiner anarchistischen Weggefährten von ihm.

## Veröffentlichungen
- Wordsworth. Cape, London 1932.
- The Green Child. Heinemann, U.S. 1935. (Text einer späteren Ausgabe: archive.org)
- A Coat of Many Colours. Occasional Essays. Routledge, London 1945.
- The Grass Roots of Art. Drummond, o. O. 1947.
- Wurzelgrund der Kunst. Aus dem Englischen von Friedrich Hundt. Suhrkamp, Berlin/Frankfurt a. M. 1951.
- Die Kunst der Kunstkritik. Sigbert Mohn Verlag, Gütersloh 1957.
- Kunst und Gesellschaft. Forum-Verlag, Wien/Frankfurt a. M. 1957.
- Geschichte der modernen Malerei. Droemer Knaur, München/Zürich 1959.
- Bild und Idee. DuMont, Köln 1961.
- Erziehung durch Kunst. Aus dem Englischen von Alfred P. Zeller. Droemer Knaur, München/Zürich 1962.
- Formen des Unbekannten. Übersetzt von Friedrich Hundt. Rhein-Verlag, Zürich 1963.
- To Hell with Culture. Routledge, London 1963. Neuauflage 2002, ISBN 978-0-415-28993-1.
- Geschichte der modernen Plastik. Droemer Knaur, München/Zürich 1966.
- Philosophie des Anarchismus. AHDE-Verlag, Berlin 1982.
- Kunst, Kultur und Anarchie. Politische Essays wider den Zeitgeist. Hrsg. von Ulrich Klemm. Trotzdem Verlag, Grafenau-Döffingen 1991, ISBN 3-922209-36-X.
- als Herausgeber: DuMont’s Künstlerlexikon. Von der Antike bis zur Gegenwart. Aktualisiert von Nikos Stangos. Deutsche Überarbeitung und Ergänzung von Karin Thomas. DuMont, Köln 1997, ISBN 3-7701-4015-X.